# 圣阿戈斯蒂纽
圣阿戈斯蒂纽是葡萄牙贝雅区的一个堂区。总面积121.24平方公里，总人口4475人，人口密度36.9人/平方公里。